# Jesienny Salon Sztuki
Jesienny Salon Sztuki - cykliczna, konkursowa impreza o zasięgu międzynarodowym organizowana przez Biuro Wystaw Artystycznych w Ostrowcu Świętokrzyskim od 1996 roku.
Celem imprezy jest przegląd wszystkich technik i kierunków uprawianych we współczesnej sztuce. Do konkursu wpływa zwykle kilkaset prac, spośród których jury wybiera najlepsze, kwalifikuje do wystawy pokonkursowej i przyznaje nagrody.

## Nagrody przyznane w XI edycji konkursu
- GRAND PRIX - Paweł Słota
- NAGRODA - Katarzyna Miller
- III NAGRODA - Dorota Wielkosielec
- Wyróżnienie - Zuzanna Gajos
- Wyróżnienie - Juliusz Kosin
- Nagroda specjalana Jury - Agnieszka Krawczyk